# 수박 (드라마)
《수박》(すいか 스이카[*])는 2003년 7월 12일부터 9월 20일까지 NTV 토요 드라마 시간대에 방송된 일본의 텔레비전 드라마이다.

## 개요
30대 중반 신용 금고 직원과, 다른 사람과 얽혀 사는게 귀찮고 무서운 20대 후반 인기없는 만화가라는 시대에 떨어진 두 사람이, 하숙집 해피니스 산차에서 만나 생기는 사건들을 통해 진정한 자신을 발견하고 성정하는 드라마로, 무대는 세타가야구 산겐자야이다.
시청률은 높지 않았으나, 출연자의 연기나 각본이 높게 평가됐으며, 제41회 갤럭시상 TV 부문 우수상, 제21회 ATP TV 기자상, 제22회 무코다 구니코상(기자라 이즈미)을 받았다. 시나리오집이 2004년 11월 닛폰 TV 방송망 주식회사로부터 간행됐다.

## 출연진

### 고정 출연
- 하야카와 모토코: 고바야시 사토미
- 카메야마 키즈나: 도모사카 리에
- 시바모토 유카: 이치카와 미카코
- 사키야 나츠코: 아사오카 루리코
- 바바 마리코: 고이즈미 교코(우정출연)
- 마마다 덴: 다카하시 가쓰미

## 주제가
- 〈모모노하나비라〉
  - 작사, 작곡, 노래: 오쓰카 아이
  - 방영 당시 무명이었던 오쓰카 아이의 데뷔곡이 사용됐다.

## 제작진
- 각본: 기자라 이즈미 (7화만 야마다 아카네)